# Donald Robson
Donald Robson (* 19. März 1937 in Leeds) ist ein britisch-australischer theoretischer Kernphysiker.
Robson studierte Physik an der University of Melbourne mit dem Bachelor-Abschluss 1959, dem Master-Abschluss 1961 und der Promotion 1963. Als Post-Doktorand war er an der Florida State University, wo er 1964 Assistant Professor, 1965 Associate Professor und 1967 Professor wurde. 
Er war Gastprofessor und Gastwissenschaftler an der University of Melbourne, der Australian National University, der Universität Frankfurt, in Oxford, am Brookhaven National Laboratory und der Universität München.
Er befasste sich mit Kernreaktionen und Kernstreuung, Schwerionenreaktionen, Alpha-Teilchen-Modellen von Kernen, Isospin in Kernen (Isobare Analogzustände), Quarkstruktur von Hadronen.
1972 erhielt er mit John D. Anderson den Tom-W.-Bonner-Preis für Kernphysik. 1966/67 war er Sloan Research Fellow, erhielt 1976/77 den Humboldt Senior Scientist Award und wurde 1972 Fellow der American Physical Society.
1972 bis 1995 war er Mitherausgeber von Nuclear Physics A.
Er hat die britische und australische Staatsbürgerschaft. Robson ist verheiratet und hat drei Kinder.